# Vengerovskij rajon
Il Vengerovskij rajon è un rajon (distretto) dell'oblast' di Novosibirsk, nella Russia siberiana sudoccidentale. Il capoluogo è il villaggio (selo) di Vengerovo.